# Louis Jourdan
Louis Jourdan, pseudonimo di Louis Robert Gendre (Marsiglia, 19 giugno 1921 – Beverly Hills, 14 febbraio 2015), è stato un attore francese.
È noto al pubblico per alcuni importanti film che interpretò a Hollywood, tra i quali Il caso Paradine (1947), Gigi (1958), Donne in cerca d'amore (1959) e Octopussy - Operazione piovra (1983).

## Biografia
Nato a Marsiglia da Yvonne Jourdan ed Henry Gendre, proprietari di un albergo, studiò in Francia, Turchia e Inghilterra. La passione per la recitazione lo portò a frequentare i corsi all'École Dramatique di Parigi. Nel 1939 fu scoperto dal regista Marc Allégret, che lo fece debuttare sul grande schermo nel film Le Corsaire, cui seguirono altri ruoli di personaggi arditi, affascinanti e raffinati, come il poeta Rodolfo, innamorato di un'operaia che fabbrica fiori artificiali nel film La bohème (1945) di Marcel L'Herbier.
Durante l'occupazione tedesca in Francia nel periodo della seconda guerra mondiale, lavorò per il cinema in commedie romantiche e drammi ma, dopo aver rifiutato di prender parte a film di propaganda nazista, entrò nella Resistenza francese(suo padre fu anche arrestato dalla Gestapo). Dopo la Liberazione, sposò Berthe Frederique, dalla quale ebbe un figlio.

Louis Jourdan in Ecco la felicità! (1940)

Nel 1947 Jourdan fu invitato a Hollywood dal produttore David O. Selznick, alla ricerca di nuovi potenziali divi, e venne scritturato da Alfred Hitchcock per il melodramma giudiziario Il caso Paradine (1947), film con Gregory Peck e Alida Valli, in cui interpretò il ruolo del tenebroso André Latour, il cameriere ex amante della protagonista. Il pubblico americano, in particolare quello femminile, rimase affascinato dagli occhi scuri e dal vellutato accento francese dell'attore, che subito dopo recitò con altrettanto successo il dramma in costume Lettera da una sconosciuta (1948) di Max Ophüls, accanto a Joan Fontaine, interpretando il pianista che, la notte prima di un duello, legge per la prima volta la lettera della donna che lo ha amato per tutta la vita, e che lui aveva invece dimenticato, accettando così di andare coraggiosamente incontro alla morte.
Dopo numerosi altri film di produzione americana, tra cui va ricordato Tre soldi nella fontana (1954) di Jean Negulesco, approdò a Broadway debuttando sul palcoscenico come protagonista nel dramma The Immoralist, tratto dall'omonimo romanzo del francese André Gide, in cui ebbe come partner l'ancora sconosciuto James Dean in un ruolo marginale. L'anno seguente esordì in televisione interpretando il ruolo dell'ispettore Beaumont nella serie Paris Precinct.
Nel 1958 apparve nuovamente sul grande schermo accanto a Leslie Caron e Maurice Chevalier nel cast di Gigi (1958) di Vincente Minnelli, musical tratto dalla novella di Colette e vincitore di ben 9 Oscar. La pellicola fu un grande successo ma non bastò a rilanciare la carriera cinematografica di Jourdan, confinato sempre più spesso in ruoli poco interessanti di affascinante europeo in produzioni internazionali che limitarono la sua crescita artistica. 
Negli ultimi anni della sua carriera apparve nuovamente sul piccolo schermo. Nel 1977 interpretò il personaggio del Conte Dracula in una produzione per la BBC e nel 1978 prese parte al secondo episodio della settima stagione della serie poliziesca Colombo.
Nel 1981 fu colpito da una grave tragedia familiare: il suo unico figlio, Louis Henry, morì prematuramente per un'overdose. Nel 1982 l'attore tornò sul grande schermo per interpretare il villain Anton Arcane nel film Il mostro della palude (1982), così come nel suo sequel del 1989, Il ritorno del mostro della palude. Nel 1983 recitò il ruolo di Kamal Khan, antagonista di James Bond nel film Octopussy - Operazione piovra (1983), mentre nel 1984 fu Pierre de Coubertin in The First Olympics: Athens 1896, una serie televisiva celebrativa dei Giochi della I Olimpiade.
Dopo il suo ultimo film, L'anno della cometa (1992), si ritirò dalle scene. Il 22 luglio 2010 gli venne conferita la prestigiosa onorificenza della Legion d'Onore.

## Filmografia parziale

### Cinema
- Le Corsaire, regia di Marc Allégret (1939)
- Ecco la felicità! (La Comédie du bonheur), regia di Marcel L'Herbier (1940)
- Primo appuntamento (Premier rendez-vous), regia di Henri Decoin (1941)
- Rondini in volo (Les petites du quai aux fleurs), regia di Marc Allégret (1944)
- La bohème (La Vie de bohème), regia di Marcel L'Herbier (1945)
- Beware, regia di Bud Pollard (1946)
- Il caso Paradine (The Paradine Case), regia di Alfred Hitchcock (1947)
- Lettera da una sconosciuta (Letter from an Unknown Woman), regia di Max Ophüls (1948)
- Tra moglie e marito (No Minor Vices), regia di Lewis Milestone (1948)
- Madame Bovary, regia di Vincente Minnelli (1949)
- La regina dei pirati (Anne of the Indies), regia di Jacques Tourneur (1951)
- L'uccello di Paradiso (Bird of Paradise), regia di Delmer Daves (1951)
- Tempo felice (The Happy Time), regia di Richard Fleischer (1952)
- Notti del Decamerone (Decameron Nights), regia di Hugo Fregonese (1953)
- Tre soldi nella fontana (Three Coins in the Fountain), regia di Jean Negulesco (1954)
- La sposa troppo bella (La Mariée est trop belle), regia di Pierre Gaspard-Huit (1956)
- Salva la tua vita! (Julie), regia di Andrew L. Stone (1956)
- Il cigno (The Swan), regia di Charles Vidor (1956)
- Delitto blu (Escapade), regia di Ralph Habib (1957)
- All'ombra della ghigliottina (Dangerous Exile), regia di Brian Desmond Hurst (1957)
- Gigi, regia di Vincente Minnelli (1958)
- Donne in cerca d'amore (The Best of Everything), regia di Jean Negulesco (1959)
- Can-Can, regia di Walter Lang (1960)
- Il conte di Montecristo (Le Comte de Monte-Cristo), regia di Claude Autant-Lara (1961)
- Le vergini di Roma, regia di Carlo Ludovico Bragaglia e Vittorio Cottafavi (1961)
- La notte del peccato (Leviathan), regia di Léonard Keigel (1962)
- Il disordine, regia di Franco Brusati (1962)
- International Hotel (The V.I.P.s), regia di Anthony Asquith (1963)
- Il grande ribelle (Mathias Sandorf), regia di Georges Lampin (1963)
- La ragazza made in Paris (Made in Paris), regia di Boris Sagal (1966)
- L'amante italiana (Les Sultans), regia di Jean Delannoy (1966)
- Congiura di spie (Peau d'espion), regia di Édouard Molinaro (1967)
- Le avventure e gli amori di Miguel Cervantes (Cervantes), regia di Vincent Sherman (1967)
- La pulce nell'orecchio (A Flea in Her Ear), regia di Jacques Charon (1968)
- Piange... il telefono, regia di Lucio De Caro (1975)
- Uomini d'argento (Silver Bears), regia di Ivan Passer (1977)
- Il mostro della palude (Swamp Thing), regia di Wes Craven (1982)
- Octopussy - Operazione piovra (Octopussy), regia di John Glen (1983)
- Il ritorno del mostro della palude (The Return of Swamp Thing), regia di Jim Wynorski (1989)
- L'anno della cometa (Year of the Comet), regia di Peter Yates (1992)

### Televisione
- Climax! – serie TV, episodio 1x32 (1955)
- Celebrity Playhouse – serie TV, episodio 1x17 (1956)
- General Electric Theater – serie TV, episodio 7x09 (1958)
- The Greatest Show on Earth – serie TV, episodio 1x19 (1964)
- Reporter alla ribalta (The Name of the Game) – serie TV, un episodio (1968)
- F.B.I. (The F.B.I) – serie TV, 3 episodi (1967-1971)
- Count Dracula, regia di Philip Saville – film TV (1977)
- Colombo (Columbo) – serie TV, episodio 7x02 (1978)
- Il transatlantico della paura (The French Atlantic Affair), regia di Douglas Heyes – miniserie TV (1979)
- Charlie's Angels – serie TV, episodio 4x22 (1980)
- Vega$ – serie TV, 2 episodi (1980-1981)
- The First Olympics: Athens 1896, regia di Alvin Rakoff – miniserie TV (1984)
- Grand Larceny, regia di Jeannot Szwarc – film TV (1987)

## Riconoscimenti
- Golden Globe
  - 1959 – Candidatura al miglior attore in un film commedia o musicale per Gigi

## Doppiatori italiani
- Giuseppe Rinaldi in Madame Bovary, Tre soldi nella fontana, La sposa troppo bella, Salva la tua vita!, Il cigno, Gigi, Donne in cerca d'amore, Can-Can, La ragazza made in Paris, L'amante italiana
- Nando Gazzolo in Il conte di Montecristo (1961), International Hotel, Octopussy - Operazione Piovra, L'anno della cometa
- Luciano Melani in Lettera da una sconosciuta (ridoppiaggio)[4], Colombo, Il conte di Montecristo (1975)
- Adolfo Geri in Ecco la felicità!, L'uccello di Paradiso
- Giulio Panicali in Il caso Paradine, Tra moglie e marito
- Renato Izzo in Le vergini di Roma
- Carlo Marini in Caccia al crimine
- Dario Penne in Il mostro della palude
- Romano Malaspina in Il ritorno del mostro della palude